# Johann Baptist Schindler
Johann Baptist Schindler, fra 1853 Freiherr Schindler von Schindelheim (født 3. september 1802 i Ivano-Frankivsk (Stanislau), Galicien, død 4. april 1890 i Kraków (Krakau)) var politiker og teolog, og fra 1840 til 1846 senatspræsident i Fristaden Kraków. Han var desuden østrigsk gehejmeråd, domherre i Kraków, livstidsmedlem af det østrigske rigsråds overhus, pavens husprælat, ridder af jernkronen (1. kl.) og fra 1846 kommendatarabbed for Mogila-klostret.